# Ulrik Christian Nissen
Ulrik Christian Nissen(-Benzon) (død 15. oktober 1756 i København) var en dansk stiftamtmand, bror til Christian Siegfried Nissen-Benzon.
Han var en søn af etatsråd Herman Lorentz Nissen til Lerbæk og Rugballegård (f. 1661, adlet 1710, d. 1717) og Ide Sophie Glud (1672-1703), blev 1718 kommandant på Dansborg i Ostindien og opperhoved over Trankebar, fik kort efter sin afgang fra disse stillinger titel af etatsråd 1729, udnævntes 1736 til stiftamtmand over Trondhjem Stift, indtrådte 1744 som deputeret i Søetatens Generalkommissariat, men afskedigedes 1746 med sin fulde gage i ventepenge fra denne stilling på grund af Generalkommissariatets sammensmeltning med Admiralitetskollegiet, overtog 1747 embedet som stiftamtmand over Aarhus Stift samt amtmand over Havreballegård og Stjernholm Amter, forflyttedes derfra til amtmandsembedet over Københavns Amt og beholdt dette embede til sin død 15. oktober 1756 i København. 1747 var han, der i sit sidste leveår føjede navnet Benzon til sit oprindelige familienavn, da han arvede stamhuset Skærsø, blevet Ridder af Dannebrog, og fra 1744 var han assessor i Højesteret. Han var ikke gift.